# 신현승 (1976년)
신현승(1976년 2월 4일 ~ )은 대한민국의 배우이다.

## 학력
- 성동고등학교
- 서울예술대학 연극과

## 영화
- 2003년 : 《살인의 추억》- 순경 역
- 2005년 : 《웰컴 투 동막골》- 락 3인방 역
- 2008년 : 《1724 기방난동사건》- 조폭 7 역
- 2009년 : 《불꽃처럼 나비처럼》- 결혼 총각 역
- 2010년 : 《엄지아빠》- 김씨 역
- 2010년 : 《텐트 안에서》
- 2012년 : 《수컷》- 진정한 역
- 2013년 : 《우리 상우와 만나지 말아요》
- 2016년 : 《하프》- 재소자 2역
- 2018년 : 《대부업자: 소울 앤 캐시》- 택시기사 역
- 2019년 : 《광대들: 풍문조작단》- 광대 2역
- 2019년 : 《나쁜 녀석들: 더 무비》- 죄수 18역